# Mickaël Firmin
Mickaël Firmin (Rodez, 21 settembre 1990) è un ex calciatore francese, di ruolo centrocampista.

## Carriera
Nella stagione 2011-2012 ha giocato 7 partite in Ligue 1 con il Tolosa. Il 18 giugno 2013 passa al Quevilly-Rouen.